# آیدین‌بلاغ
آیدین‌بلاغ (به لاتین: Aydınbulaq) یک منطقه مسکونی در جمهوری آذربایجان است که در شهرستان شکی واقع شده است. آیدین‌بلاغ ۸۸۵ نفر جمعیت دارد.